# Cactopinus hubbardi
Cactopinus hubbardi is een keversoort uit de familie snuitkevers (Curculionidae). De wetenschappelijke naam van de soort werd in 1899 gepubliceerd door Schwartz.